# Півострів Шмідта
Півострів Шмідта — північний край острова Сахаліну; територія Охинського міського округу Сахалінської області Російської Федераці. Довжина близько 50 км. Нівхи (корінні жителі цієї місцевості) називали півострів Міф-тенгр, або «голова землі». На деяких англійських і японських картах він називався півостровом Святої Єлизавети. Остаточну назву — півострів Шмідта — закріпив за ним у 1908 році геолог Микола Тихонович, назвавши його на честь першого російського геолога, який відвідав Сахалін Федора Шмідта.
Рельєф півострова визначається розділеними долом невисоким Західним і більш високим Східним хребтами. Максимальна висота останнього — 623 м (гора Три Брата). Повсюдно модринові і ялинові ліси. На території півострова багато боліт. Східний Хребет на півночі закінчується горами Удот (552 м) і Бакланий (539 м), а також мисом Єлизавети (54°25′31″ пн. ш. 142°42′21.75″ сх. д. / 54.42528° пн. ш. 142.7060417° сх. д.). Край Західного Хребта — мис Марії (54°18′41.52″ пн. ш. 142°16′33.84″ сх. д. / 54.3115333° пн. ш. 142.2760667° сх. д.). Мисам Марії та Єлизавети назви дав адмірал Крузенштерн 9 серпня 1805 року (за старим стилем): «Я назвав їх Єлизавета і Марія — да прикрасяться і процвітуть ці дикі і безплідні місця іменами, люб'язними кожному росіянину!». На мисах на початку XX століття встановлені маяки.
З іншою частиною острова поєднаний Охинським перешийком,  на якому знаходится найвужче місце Сахаліну. На півострові майже відсутні населені пункти. Но побережжі багато кекурів, рифів, химерних скель.